# Saison 5 de True Blood
Chronologie
Saison 4 Saison 6
Cet article présente les douze épisodes de la cinquième saison de la série télévisée américaine True Blood. Cette saison a été diffusée du 10 juin au 26 août 2012 sur HBO.

## Généralités
La série décrit la coexistence entre les humains et les vampires, récemment révélés à la face du monde : à la suite de la mise au point par des scientifiques japonais du Tru Blood, un sang synthétique, les vampires ont fait leur « coming out » à travers le monde, et tentent désormais de s'intégrer à la population. C'est dans ce contexte que Sookie Stackhouse, une jeune serveuse télépathe, rencontre Bill Compton, un vampire de 173 ans dont elle est incapable d'entendre les pensées ; mais cette relation n'est pas vue d'un très bon œil dans la petite bourgade de Bon Temps, où le racisme anti-vampires augmente au fur et à mesure que les meurtres se succèdent.
Raelle Tucker (scénariste et coproducteur de la série) explique dans une interview que la cinquième saison — diffusée depuis le 10 juin 2012 — introduira de nouveaux personnages et présentera des visages familiers. Parmi ceux-ci, « une femme très importante, forte et mystérieuse, sera au centre de l'une des histoires principales [...] Il s'agit d'un personnage très familier et persuasif ». Toujours selon Tucker, cette saison explorera davantage l'univers des fées et permettra aux téléspectateurs de comprendre en même temps que Sookie, ce que sont les fées ; Patrick Scott Foley, introduit dans le dernier épisode, « causera du souci à Terry et Arlene » ; l'identité du loup qui grogne à Sam dans le dernier épisode sera révélé, il s'agit d'un personnage qui n'a pas encore été présenté dans la série ; Russell Edgington, le vampire-roi du Mississippi, sera de retour à Bon Temps ; le célibat de Sookie se poursuivra pendant une partie de la saison prochaine ; la scénariste révèle également qu'après avoir tué Nan Flanagan, Bill et Eric devront faire face aux conséquences de leurs actes. Cette saison dévoilera également davantage d'informations sur l'Autorité.
La première bande-annonce de la cinquième saison a été mise en ligne en janvier 2012.

## Distribution

### Acteurs principaux
- Anna Paquin (VF : Chloé Berthier) : Sookie Stackhouse
- Stephen Moyer (VF : Damien Boisseau) : Bill Compton
- Sam Trammell (VF : Alexis Victor) : Sam Merlotte
- Ryan Kwanten (VF : Axel Kiener) : Jason Stackhouse
- Rutina Wesley (VF : Sophie Riffont) : Tara Thornton
- Alexander Skarsgård (VF : Nessym Guetat) : Eric Northman
- Christopher Meloni (VF : Jérôme Rebbot) : Roman Zimojic
- Chris Bauer (VF : Gilles Morvan) : Andy Bellefleur
- Kristin Bauer (VF : Dominique Vallée) : Pamela Swynford De Beaufort alias Pam
- Lauren Bowles (VF : Anne Deleuze) : Holly Cleary
- Valentina Cervi (VF : Laura Blanc) : Salome Agrippa
- Nelsan Ellis (VF : Lucien Jean-Baptiste) : Lafayette Reynolds
- Scott Foley (VF : Pierre Tessier) : Patrick Devins
- Janina Gavankar (VF : Géraldine Asselin) : Luna Garza
- Kelly Overton (VF : Margot Faure) : Rikki Naylor
- Lucy Griffiths (VF : Audrey Sablé) : Nora Gainesborough
- Todd Lowe (VF : Philippe Sollier) : Terry Bellefleur
- Joe Manganiello (VF : Arnaud Arbessier) : Alcide Herveaux
- Michael McMillian (VF : Guillaume Lebon) : Steve Newlin
- Denis O'Hare (VF : Nicolas Marié) : Russell Edgington
- Jim Parrack (VF : Francis Benoît) : Hoyt Fortenberry
- Carrie Preston (VF : Véronique Alycia) : Arlene Fowler
- Deborah Ann Woll (VF : Stéphanie Lafforgue) : Jessica Hamby

## Production

### Casting
L'actrice Lucy Griffiths rejoint le casting principal, elle interprète Nora, une descendante de Godric, décrite comme belle et intelligente, qui joue un agent double au sein de la l'Autorité vampirique, ; cette saison introduit également Salome, une ancienne et puissante vampire, très séductrice, et un peu folle, incarnée par Valentina Cervi (cachet d'actrice principale), ; ainsi que Martha, la mère de Marcus (initialement appelée Annie), interprétée par Dale Dickey. Christopher Meloni et Christopher Heyerdahl rejoignent le casting au rang d'acteurs récurrents ; ils interprètent tous les deux d'anciens et puissants vampires liés à l'Autorité ; le premier tient le sort de Bill et Eric entre ses mains et le second, qui joue le personnage de Dieter Braun, aime mener des interrogatoires musclés. L'acteur britannique Giles Matthey interprétera Claude, décrit comme « un jeune homme très attirant et mystérieux [...] « omni-sexuel », il attire l'attention et la curiosité de Jessica » ; il apparaîtra pour la première fois dans le troisième épisode de la nouvelle saison. Le 13 février 2012, Deadline a rapporté que l'acteur Peter Mensah interpréterait Kibwe, un chancelier de l'Autorité vampirique, d'origine africaine.

### Tournage
Le tournage de cette saison a commencé fin 2011, juste après Thanksgiving.

## Liste des épisodes

### Épisode 1:Transformez-la!
- États-Unis : 10 juin 2012 sur HBO
- France : 
  - 11 juin 2012 sur Orange ciné max (en vidéo à la demande, en version originale sous-titrée)[13],[14]
  - 16 octobre 2012 sur OCS Max (en version française)[15]
- Québec : 21 octobre 2012 sur Super Écran[16]

- États-Unis : 5,2 millions de téléspectateurs[17] (première diffusion)

- Crédités guest starring : 
  - Dale Dickey (Martha)
  - Kelly Overton (Rikki)
  - Conor O'Farrell (Juge)
  - Louis Herthum (JD)
  - Cherilyn Rae Wilson (Cammy)
  - Zoran Korach (Hayes)
- Crédités co-starring : 
  - Brendan McCarthy (Nate)
  - Dawn Stern (Cat Ingerslev)
  - Marque Richardson (Kenneth)
  - Jamie Gray Hyder (Danielle)
  - Rachel Sterling (Trish)
  - Ken Luckey (Zander)
  - Aaron Howles (Rocky)
  - Noah Matthews (Wade)
  - Alec Gray (Coby Fowler)
  - Laurel Weber (Lisa Fowler)
  - Chloe Noelle (Trish)
  - Zenali Turner (Sookie jeune)
  - Avion Baker (Tara jeune)

### Épisode 2:L’autorité gagne toujours
- États-Unis : 17 juin 2012 sur HBO
- France : 
  - 18 juin 2012 sur Orange ciné max (en vidéo à la demande, en version originale sous-titrée)
  - 16 octobre 2012 sur OCS Max (en version française)[15]
- Québec : 28 octobre 2012 sur Super Écran

- États-Unis : 4,42 millions de téléspectateurs[18] (première diffusion)

- Crédités guest starring : 
  - Dale Raoul (Maxine Fortenberry)
  - Tara Buck (Ginger)
  - Dale Dickey (Martha Bozeman)
  - Kelly Overton (Rikki)
  - Brian Geraghty (Brian Eller)
  - Louis Herthum (J.D.)
  - Christopher Heyerdahl (Dieter Braun)
  - Carolyn Hennesy (Rosalyn Harris)
  - Peter Mensah (Kibwe)
  - Jacob Hopkins (Alexander Drew)
  - John Rezig (Kevin Ellis)
  - Henri Lubatti (Nigel Beckford)
  - Cherilyn Rae Wilson (Cammy)
  - Todd Giebenhain (Clerk)

### Épisode 3:Quoi que je sois, tu m'as transformée
- États-Unis : 24 juin 2012 sur HBO
- France : 
  - 25 juin 2012 sur Orange ciné max (en vidéo à la demande, en version originale sous-titrée)
  - 23 octobre 2012 sur OCS Max (en version française)[15]
- Québec : 4 novembre 2012 sur Super Écran

- États-Unis : 4,66 millions de téléspectateurs[19] (première diffusion)

- Crédités guest starring : 
  - Mariana Klaveno (Lorena Krasiki)
  - Melinda Page Hamilton (Jill Steeler)
  - Peter Mensah (Kibwe)
  - Jacob Hopkins (Alexander Drew)
  - Carolyn Hennesy (Rosalyn Harris)
  - Christopher Heyerdahl (Dieter Braun)
  - Tanya Wright (Kenya Jones)
  - Tess Alexandra Parker (Rosie)
  - John Rezig (Kevin Ellis)
  - Tina Majorino (Molly)
  - Linda Purl (Barbara Pelt)
  - Steve Rankin (Gordon Pelt)
  - Giles Matthey (Claude)
  - Anastasia Ganias (Tracy)

### Épisode 4:On se retrouvera
- États-Unis : 1er juillet 2012 sur HBO
- France : 
  - 2 juillet 2012 sur Orange ciné max (en vidéo à la demande, en version originale sous-titrée)
  - ** 23 octobre 2012 sur OCS Max (en version française)[15]
- Québec : 11 novembre 2012 sur Super Écran

- États-Unis : 4,54 millions de téléspectateurs[20] (première diffusion)

- Crédités guest starring :
  - Brian Geraghty (Brian Eller)
  - John Rezig (Kevin Ellis)
  - Carolyn Hennesy (Rosalyn Harris)
  - Peter Mensah (Kibwe Akinjide)
  - Christopher Heyerdahl (Dieter Braun)
  - Jacob Hopkins (Alexander Drew)
  - Lindsey Haun (Hadley Hale)
  - Kristina Anapau (Maurella)
  - Chris Butler (Emory Broome)
  - Christina Moore (Suzanne McKittrick)
  - Linda Purl (Barbara Pelt)
  - Steve Rankin (Gordon Pelt)
  - Conor O'Farrel (Juge Clements)
  - Brianna Brown (Leda)
- Crédités co-starring :
  - Jesiree Dizon (Delilah)
  - Kherington Payne (Angelica)
  - Tyne Stecklein (Lilianne)
  - Jamie Renee Smith (Melanie)
  - Lawrence Adimora (Jemarcus Kessler)
  - Jonathan Kowalsky (Todd Jeffries)
  - Dave Marlin (jeune irakien)
  - Mike Akrawi (homme irakien)
  - Anna Khaja (femme irakienne)

### Épisode 5:On va s'éclater!
- États-Unis : 8 juillet 2012 sur HBO
- France : 
  - 9 juillet 2012 sur Orange ciné max (en vidéo à la demande, en version originale sous-titrée)[22]
  - 30 octobre 2012 sur OCS Max (en version française)[15]
- Québec : 18 novembre 2012 sur Super Écran

- États-Unis : 4,50 millions de téléspectateurs[23] (première diffusion)

- Crédités guest starring :
  - Alfre Woodard (Ruby Jean Reynolds)
  - Kevin Alejandro (Jesus Velasquez)
  - Brian Geraghty (Brian Eller)
  - Carolyn Hennesy (Rosalyn Harris)
  - Christopher Heyerdahl (Dieter Braun)
  - John Billingsley (Mike Spencer)
  - Tina Majorino (Molly)
  - Jeffrey Nicholas Brown (Corbett Stackhouse)
  - Jenni Blong (Michelle Stackhouse)
  - Christina Moore (Suzanne McKittrick)
  - Chris Butler (Emory Broome)
  - Henri Lubatti (Nigel Beckford)
  - Stephen Monroe Taylor (Prisoner Jimmy )
- Crédités co-starring :
  - Lawrence Adimora (Jemarcus Kessler)
  - Jonathan Kowalsky (Todd Jeffries)
  - Mike Akrawi (homme irakien)
  - Anna Khaja (femme irakienne)
  - Dave Marlin (jeune irakien)
  - Chloe Noelle (Emma Garza)
  - Jayden Lund (Doug)
  - Tarah Paige (Kathy)
  - Clint Culp (Hank, vampire)
  - Alyssa Ford (Kate, prisonnière)

### Épisode 6:Sans espoir
- États-Unis : 15 juillet 2012 sur HBO
- France :
  - 16 juillet 2012 sur Orange ciné max (en vidéo à la demande, en version originale sous-titrée)[22]
  - 30 octobre 2012 sur OCS Max (en version française)[15]
- Québec : 25 novembre 2012 sur Super Écran

- États-Unis : 4,63 millions de téléspectateurs[25] (première diffusion)

- Créditée special guest starring :
  - Alfre Woodard (Ruby Jean Reynolds)
- Crédités guest starring :
  - Dale Dickey (Martha Bozeman)
  - Louis Herthum (J.D.)
  - Kelly Overton (Rikki)
  - Lindsey Haun (Hadley Hale)
  - Christopher Heyerdahl (Dieter Braun)
  - Peter Mensah (Kibwe Akinjide)
  - Carolyn Hennesy (Rosalyn Harris)
  - Tina Majorino (Molly)
  - Jeffrey Nicholas Brown (Corbett Stackhouse)
  - Jenni Blong (Michelle Stackhouse)
  - Giles Matthey (Claude Crane)
  - Emma Greenwell (Claudia Crane)
  - Camilla Luddington (Claudette Crane)
  - Stephen Monroe Taylor (Jimmy, prisonnier)
  - Ted Welch (Joe Bob)
  - Todd Giebenhain (Junior)
- Crédités co-starring :
  - Brendan McCarthy (Nate)
  - Chloe Noelle (Emma Garza)
  - Jayden Lund (Doug)
  - Alyssa Ford (Kate, prisonnière)
  - Kiva Jump (Hastigan, infirmière)
  - Jonathan Kells Phillips (homme aide-soignant)
  - David Atkinson (vampire douteux)

### Épisode 7:Au commencement
- États-Unis : 22 juillet 2012 sur HBO
- France :
  - 23 juillet 2012 sur Orange ciné max (en vidéo à la demande, en version originale sous-titrée)[22]
  - 6 novembre 2012 sur OCS Max (en version française)[15]
- Québec : 2 décembre 2012 sur Super Écran

- États-Unis : 4,46 millions de téléspectateurs[26] (première diffusion)

- Crédités special guest starring :
  - William Sanderson (Bud Dearborne)
  - Adina Porter (Lettie Mae Daniels)
  - Kevin Alejandro (Jesus Velasquez)
- Crédités guest starring :
  - Allan Hyde (Godric)
  - John Billingsley (Mike Spencer)
  - Dale Dickey (Martha Bozeman)
  - Kelly Overton (Rikki)
  - Christopher Heyerdahl (Dieter Braun)
  - Carolyn Hennesy (Rosalyn Harris)
  - Peter Mensah (Kibwe Akinjide)
  - Henri Lubatti (Nigel Beckford)
  - Louis Herthum (J.D.)
  - Tina Majorino (Molly)
  - John Rezig (Kevin Ellis)
  - Tanya Wright (Kenya Jones)
  - Del Zamora (Don Bartolo)
  - Giles Matthey (Claude Crane)
  - Emma Greenwell (Claudia Crane)
  - Ted Welch (Joe Bob)
  - James Jordan (Ray)
  - Johnny Ray Gill (Tyrese)
  - Jennifer Hasty (Sweetie Des Arts)
  - Jessica Clark (Lilith)
- Crédités co-starring :
  - Chloe Noelle (Emma Garza)
  - Annie Abrams (Nola Groom)
  - Heather Lee (mère de Nola Groom)
  - Jaren Mitchel (Cabbie)
  - Valenzia Algarin (Maria)
  - Jamie Gray Hyder (Danielle)
  - Marque Richardson (Kenneth)
  - David Bickford (Révérend Bickford)
  - Kiva Jump (Infirmière Hastigan)
  - Charlotta Mohlin (Garde de l'Autorité)
  - Chris Jai Alex (Officier Trap)

### Épisode 8:Quelqu'un que je connaissais bien
- États-Unis : 29 juillet 2012 sur HBO
- France :
  - 30 juillet 2012 sur Orange ciné max (en vidéo à la demande, en version originale sous-titrée)[22]
  - 6 novembre 2012 sur OCS Max (en version française)[15]
- Québec : 9 décembre 2012 sur Super Écran

- États-Unis : 4,60 millions de téléspectateurs[27] (première diffusion)

- Crédité special guest starring :
  - Kevin Alejandro (Jesus Velasquez)
- Crédités guest starring :
  - Dale Dickey (Martha Bozeman)
  - Louis Herthum (J.D.)
  - Kelly Overton (Rikki)
  - John Rezig (Kevin Ellis)
  - Carolyn Hennesy (Rosalyn Harris)
  - Peter Mensah (Kibwe Akinjide)
  - Jeffrey Nicholas Brown (Corbett Stackhouse)
  - Jenni Blong (Michelle Stackhouse)
  - Henri Lubatti (Nigel Beckford)
  - Ted Welch (Joe Bob)
  - James Jordan (Ray)
  - Johnny Ray Gill (Tyrese)
  - Lara Pulver (Claudine Crane)
  - Giles Matthey (Claude Crane)
  - Emma Greenwell (Claudia Crane)
  - Camilla Luddington (Claudette Crane)
  - Deborah Puette (Sarah Compton-Harris)
  - Anastasia Ganias (Tracy)
  - Drew Powell (Ryder)
  - Christie Ann Burson (femme)
- Crédités co-starring :
  - Jamie Gray Hyder (Danielle)
  - Marque Richardson (Kenneth)
  - Anna Khaja (Zaafira)
  - Spencer Hill (Reggie)
  - Patrick Mabel (Sean)

### Épisode 9:Tout le monde veut régir le monde
- États-Unis : 5 août 2012 sur HBO
- France :
  - 6 août 2012 sur Orange ciné max (en vidéo à la demande, en version originale sous-titrée)[22]
  - 13 novembre 2012 sur OCS Max (en version française)[15]
- Québec : 16 décembre 2012 sur Super Écran

- États-Unis : 4,50 millions de téléspectateurs[28] (première diffusion)

- Crédités guest starring :
  - William Sanderson (Bud Dearborne)
  - Robert Patrick (Jackson Herveaux)
  - Louis Herthum (JD Carson)
  - Dale Dickey (Martha Bozeman)
  - John Rezig (Kevin Ellis)
  - Tanya Wright (Kenya Jones)
  - Jessica Clark (Lilith)
  - Tina Majorino (Molly)
  - Giles Matthey (Claude Crane)
  - Camilla Luddington (Claudette Crane)
  - Jennifer Hasty (Sweetie Des Arts)
  - Ted Welch (Joe Bob)
  - James Jordan (Ray)
  - Johnny Ray Gill (Tyrese)
  - Keram Malicki-Sanchez (Elijah)
  - Anna Khaja (Zaafira)
- Crédités co-starring :
  - Skyler Vallo (Chelsea)
  - Marque Richardson (Kenneth)
  - Jamie Gray Hyder (Danielle)
  - Helen Sadler (Claudija Crane)
  - Blake Michael (Alcide adolescent)
  - Heather Hopkins (Debbie adolescente)
  - Thea Andrews (Journaliste locale de Bon Temps)

### Épisode 10:La Fin d'une époque
- États-Unis : 12 août 2012 sur HBO
- France :
  - 13 août 2012 sur Orange ciné max (en vidéo à la demande, en version originale sous-titrée)[22]
  - 13 novembre 2012 sur OCS Max (en version française)[15]
- Québec : 23 décembre 2012 sur Super Écran

- États-Unis : 4,49 millions de téléspectateurs[29] (première diffusion)

- Crédités guest starring :
  - Dale Raoul (Maxine Fortenberry)
  - Allan Hyde (Godric)
  - John Billingsley (Mike Spencer)
  - Tara Buck (Ginger)
  - Carolyn Hennesy (Rosalyn Harris)
  - Peter Mensah (Kibwe Akinjide)
  - Giles Matthey (Claude Crane)
  - Camilla Luddington (Claudette Crane)
  - Tina Majorino (Molly)
  - Jessica Clark (Lilith)
  - Kristina Anapau (Maurella)
  - John Prosky (David Finch)
  - Keram Malicki-Sanchez (Elijah)
  - David Dean Bottrell (Professeur Kannell)
- Crédités co-starring :
  - Chloe Noelle (Emma Garza)
  - Suzanne Rico (Suzanne Rico)
  - Bill Tangradi (Cole)
  - Kurtis Bedford (Bobbie)
  - Skyler Vallo (Chelsea)
  - Charlotta Mohlin (capitaine des gardes de l'Autorité)

### Épisode 11:Coucher de soleil
- États-Unis : 19 août 2012 sur HBO
- France :
  - 20 août 2012 sur Orange ciné max (en vidéo à la demande, en version originale sous-titrée)[22]
  - 20 novembre 2012 sur OCS Max (en version française)[15]
- Québec : 30 décembre 2012 sur Super Écran[30]

- États-Unis : 4,93 millions de téléspectateurs[31] (première diffusion)

- Crédités guest starring :
  - Robert Patrick (Jackson Herveaux)
  - Peter Mensah (Kibwe Akinjide)
  - Carolyn Hennesy (Rosalyn Harris)
  - Jessica Clark (Lilith)
  - Phil Reeves (Général Cavanaugh)
  - Erica Gimpel (fée aînée)
  - Kristina Anapau (Maurella)
  - Matt Bushell (Gondry)
  - Helen Sadler (Claudija Crane)
  - Robert Rollins (Rick Cramer)
  - Giles Matthey (Claude Crane)
  - Camilla Luddington (Claudette Crane)
  - Brianna Brown (Leda)
- Crédités co-starring :
  - Charlotta Mohlin (capitaine des gardes de l'Autorité)
  - Aaron Howles (Rocky Cleary)
  - Noah Matthews (Wade Cleary)
  - Gil Zuniga (homme d'affaires vampire)
  - Erika Marosi (jeune fille vampire)
  - Skyler Vallo (Chelsea)
  - Jason E. Kelly (garde du QG de l'Autorité #1)
  - Bryant Romo (garde du QG de l'Autorité #2)
  - Travis Dixon (prisonnier nu)

### Épisode 12:Sauve qui peut
- États-Unis : 26 août 2012 sur HBO
- France :
  - 27 août 2012 sur Orange ciné max (en vidéo à la demande, en version originale sous-titrée)[22]
  - 20 novembre 2012 sur OCS Max (en version française)[15]
- Québec : 30 décembre 2012 sur Super Écran[30]

- États-Unis : 5 millions de téléspectateurs[34] (première diffusion)

- Crédités guest starring :
  - Robert Patrick (Jackson Herveaux)
  - Carolyn Hennesy (Rosalyn Harris)
  - Kristina Anapau (Maurella)
  - Kelly Overton (Rikki)
  - Patricia Bethune (Jane Bodehouse)
  - Dale Dickey (Martha Bozeman)
  - Louis Herthum (JD Carson)
  - Giles Matthey (Claude Crane)
  - Camilla Luddington (Claudette Crane)
  - Jeffrey Nicholas Brown (Corbett Stackhouse)
  - Jenni Blong (Michelle Stackhouse)
  - Brianna Brown (Leda)
  - David Wright (garde de l'Autorité)
- Crédités co-starring :
  - Suzanne Rico (Suzanne Rico)
  - Skyler Vallo (Chelsea)
  - Helen Sadler (Claudija Crane)
  - Jamie Gray Hyder (Danielle)
  - Marc Richardson (Kenneth)
  - Charlotta Mohlin (capitaine de la garde de l'Autorité)
  - Jason E. Kelley (garde de l'Autorité #1)